# Thyreus alfkeni
Thyreus alfkeni là một loài Hymenoptera trong họ Apidae. Loài này được Brauns mô tả khoa học năm 1909.